# Aleuroplatus akeassii
Aleuroplatus akeassii là một loài côn trùng cánh nửa trong họ Aleyrodidae, phân họ Aleyrodinae.
Aleuroplatus akeassii được Cohic miêu tả khoa học đầu tiên năm 1969.